# نادر نور الدين (ممثل)
نادر نور الدين (7 يوليو 1961 -) هو ممثل ومخرج مصري.

## حياته
نادر نور الدين خيري غنيم ولد بالقاهرة 7 يوليو 1961، بدأ مشواره الفنى طفلا في بداية السبعينيات وعمل ببرامج الأطفال ومسلسلات الإذاعة ثم عمل بأفلام السينما ومسلسلات التليفزيون.والده اللواء نور الدين خيري غنيم.

## أعماله[7]
- فيلم حب أحلى من الحب 1975.
- فيلم قصر في الهواء 1978
- فيلم قاهر الظلام 1978
- مسلسل أرض النفاق 1975
- مسلسل اللسان المر 1976
- فيلم ملك وكتابه 2006
- فيلم قبلات مسروقة 2008
- فيلم مجنون أميرة 2009
- مسلسل أدهم الشرقاوي 2008
- فيلم الباطنية 2009
- فيلم نقطة ضعف 2013
- فيلم عيب يالولو يالولو عيب 1978
- فيلم مستر كاراتيه 1993